# The Black Mages
The Black Mages est un groupe japonais de rock instrumental, originaire de Tokyo. Il est formé en 2002 par Kenichiro Fukui et Tsuyoshi Sekito, plus tard rejoints par Nobuo Uematsu, trois compositeurs de Square Enix. Nobuo Uematsu est le compositeur de la majorité des musiques dans la série de jeux vidéo Final Fantasy. Le groupe arrange les compositions d'Uematsu dans un style de rock souvent semblable au metal progressif, réalisé avec l'utilisation supplémentaire de synthétiseurs. Plus tard, le groupe s'étend à six membres avec l'addition de Keiji Kawamori, Michio Okamiya, et Arata Hanyuda.
Le groupe compte un total de trois albums studio. Le premier album homonyme, The Black Mages, est publié en 2003. Il contient des thèmes de bataille provenant des différents opus de la série Final Fantasy. Le deuxième album, The Black Mages II : The Skies Above sorti en 2004 contient des titres supplémentaires en plus des thèmes de bataille ainsi que le premier morceau original du groupe, Blue Blast ~Winning the Rainbow, qui est créé pour le combattant K-1 japonais Takehiro Murahama. Le troisième album, The Black Mages III: Darkness and Starlight est sorti en 2008.

## Biographie
En 2000, deux employés de Square Enix, Kenichiro Fukui et Tsuyoshi Sekito, forment un projet de rock expérimental pour le jeu vidéo All Star Pro-Wrestling. Avec le succès du jeu vidéo, les deux compères décident de continuer à composer dans le même style. En 2002, Fukui et Sekito décident d'arranger quelques-unes des compositions de Nobuo Uematsu, celui-ci étant le compositeur des bandes-son de Final Fantasy. Uematsu, un fan de rock, apprécie ces arrangements et Fukui et Sekito lui demanderont de se joindre au groupe. Celui-ci déclinera dans un premier temps cette proposition car trop occupé avec le label Smile Please, mais finira par accepter de jouer du clavier pour une performance scénique. À cette période, Uematsu dit ressentir « un mélange de peur et d'excitation, devant une foule enthousiaste et attentive », et finira par décider de se joindre officiellement au groupe ; Fukui et Sekito refusaient de former le groupe en l'absence d'Uematsu
,.
Square Enix possédant les droits du nom « The Black Mages », ce qui signifie qu'ils ne peuvent utiliser ce nom qu'en jouant des compositions en rapport avec Final Fantasy. En 2003, Uematsu décide que le groupe doit produire un album pour des arrangements de Final Fantasy. Le trio arrange, interprète et séquence dix thèmes de combat sur quelques titres de Final Fantasy, avec Uematsu à la production ; l'album, éponyme, est publié le 19 février 2003 au label japonais DigiCube. The Black Mages se caractérise par des éléments de power metal et de metal progressif. Les chansons sont décriées comme du « hard-rock » accompagnées de « morceaux de synthés et de guitare puissants. » Il est réédité le 10 mai 2004 par Square Enix. Il atteint la 43e place de l'Oricon et est bien accueilli par la presse spécialisée. Pour célébrer ce succès, Uematsu décide d'organiser un concert en hommage à l'album ; Uematsu et Fukui joueront du clavier, et Sekito de la guitare. Ils sont rejoints par d'autres membres de Square Enix. Keiji Kawamori se joint à la basse, Michio Okamiya à la guitare, et Arata Hanyuda à la batterie. Dès lors, The Black Mages compte deux albums supplémentaires, et six membres.
Le 22 décembre 2004 sort leur deuxième album, The Black Mages II: The Skies Above
. Leur troisième album, intitulé The Black Mages III: Darkness and Starlight comprend un mélange de power metal et de metal progressif, similaire à celui des précédents albums. Il est publié le 19 mars 2008, au label Dog Ear Records d'Uematsu. The Black Mages s'occupe des chœurs sur la chanson Darkness and Starlight, la seule chanson vocale de l'album.
Le 7 août 2010, Uematsu annonce la séparation formelle du groupe. Il n'en dit pas plus sur les raisons qui ont poussé le groupe à se séparer, mais explique dans certaines interviews, que c'était par manque de temps pour répéter entre membres. Uematsu continue dans sa lancée musicale au sein du groupe Earthbound Papas, qui jouera en concert aux Distant Worlds II en 2010.

## Autres apparitions
La musique du groupe est également apparue sur d'autres albums, une piste du groupe est incluse dans Dark Chronicle Premium Arrange, un album de musique arrangée du jeu vidéo Dark Chronicle, un morceau dans le film d'animation Final Fantasy VII Advent Children ainsi que sur l'album de la bande-originale du film et sur l'album de la bande-originale de la version Nintendo DS de Final Fantasy III.
The Black Mages n'ont pas effectué de tournées mais ont exécuté plusieurs concerts afin de promouvoir les sorties de leurs albums. Pour leur premier album ils se sont produits à Shibuya et Kanagawa au Japon en 2003, un DVD live de ce concert est sorti uniquement pour les membres du fan club de Nobuo Uematsu. Pour la sortie de leur second album, ils donnent également des concerts à Kawasaki et Osaka au Japon en 2005, et similairement au premier, un DVD du concert est sorti pour les membres du fan club de Uematsu. Pour la promotion du troisième album, le groupe donne un concert à Yokohama au Japon en 2008, un DVD du spectacle est sort le 25 mars 2009. En plus de ces concerts, le groupe fait des apparitions à deux Concerts Final Fantasy, More Friends: Music from Final Fantasy et Voices - Music from Final Fantasy, ainsi qu'à un autre événement de musique de jeu vidéo, Extra: Hyper Game Music Event 2007.

## Membres
- Nobuo Uematsu - orgue (2002–2010)
- Kenichiro Fukui - synthétiseur (2002–2010)
- Tsuyoshi Sekito - guitare (2002–2010)
- Keiji Kawamori - basse (2003–2010)
- Arata Hanyuda - batterie (2003–2010)
- Michio Okamiya - guitare (2003–2010)

## Discographie

### Participations
- Dark Chronicle Premium Arrange (piste 9 : Flame Demon Monster Gaspard)
- Final Fantasy VII Advent Children Original Soundtrack
- Final Fantasy III Original Soundtrack (piste 61 : Last Battle -THE BLACK MAGES Ver.-)